# Ferdinand 6. af Spanien
Ferdinand 6. (spansk: Fernando VI de Borbón y Saboya), også kaldet Ferdinand den Forsigtige (spansk: Fernando el Prudente) og Ferdinand den Retfærdige (spansk: Fernando el Justo), (23. september 1713 – 10. august 1759) var konge af Spanien fra 1746 til 1759.  Han var den tredje spanske konge af Slægten Bourbon.

## Liv
Ferdinand var kong Filip 5. af Spaniens yngre søn. Hans storbror Ludvig 1. var konge i syv måneder i 1724, men døde af kopper.
Ferdinand blev gift med Barbara af Portugal, men de fik ingen børn. Ved hans død gik tronen til hans halvbroder Karl, konge af Napoli og Sicilien.

## Liiteratur
- Bergamini, John D. (1974). The Spanish Bourbons: The history of a tenacious dynasty (engelsk). New York City: G. P. Putnam's Sons. ISBN 0399113657.